# Smoky Babe
Robert Brown (* 31. Juli 1927 in Itta Bena, Mississippi, USA; † Mai 1973 in Baton Rouge, Louisiana, USA), bekannt unter dem Namen Smoky Babe, war ein US-amerikanischer Blues-Gitarrist und Sänger.

## Biografie
Brown wurde 1927 in Itta Bena im Mississippi-Delta geboren. Neben der harten Arbeit als Pachtfarmer spielte er Gitarre, beeinflusst von Robert Petway und Tommy McClennan. Mehrere Jahre zog er ab den späten 1940er Jahren im Süden umher, arbeitete in einer Fabrik in Alabama und als Hafenarbeiter in New Orleans. Um 1953 heiratete er und ließ sich mit seiner Frau in Scotlandville bei Baton Rouge (Louisiana) nieder, wo er als Automechaniker arbeitete und nebenbei Musik machte, meist auf Partys von Freunden.
1960 wurde er vom Musikethnologen Harry Oster entdeckt, und es wurden in vermutlich 12 Sessions bis 1961 etwa 50 Titel aufgenommen. 30 der Aufnahmen wurden auf den Musiklabeln Folk Lyric, Bluesville und Storyville veröffentlicht. Brown schlug jedoch Angebote aus, an Colleges oder bei Festivals aufzutreten.
Robert Brown starb wohl im Mai 1973, vermutlich in Scotlandville, genaueres zu seinem Tod ist nicht bekannt.

## Diskografie
Quellen: 
- 1960: Country Negro Jam Sessions (Folk Lyric) – Kompilation mit einigen Songs von Smoky Babe
- 1961: Smoky Babe and his friends: Hot Blues (Folk Lyric)
- 1963: The Blues of Smoky Babe: Hottest Brand Goin’ (Bluesville)
- 196?: The Country Blues – Storyville Blues Anthology Vol. 10 (Storyville) – Kompilation mit mehreren Songs von Smoky Babe
- 2014: Smoky Babe: Way Back in the Country Blues (Arhoolie)

Des Weiteren ist Smoky Babe auf mehreren Kompilationen vertreten, die nach seinem Tod erschienen.